# Пенджабські сикхи
Пенджабські сикхи — прихильники сикхізму, які етнічно, лінгвістично, культурно та генеалогічно вважають себе пенджабцями. Пенджабські сикхи є другою за чисельністю релігійною спільнотою пенджабців після пенджабських мусульман. Вони утворюють найбільшу релігійну громаду в індійському штаті Пенджаб. Сикхізм — місцева релігія, яка виникла в регіоні Пенджаб у Південній Азії в XV столітті. Практично все сикхське населення світу є пенджабцями.
Пенджабські сикхи переважно населяють індійський штат Пенджаб, єдину адміністративно-територіальну одиницю на Землі, де більшість населення становлять сикхи. Пенджабські сикхи складають 57,69 % населення штату. Багато з них походять із великого регіону Пенджаб, території, яка 1947 року була розділена між Індією та Пакистаном. У сучасну епоху, окрім індійського Пенджабу, пенджабські сикхи зустрічаються у великій кількості в індійських штатах Хар'яна, Гімачал-Прадеш, Уттаракханд, Делі, Чандігарх, Раджастан і Махараштра. Через різні імміграційні хвилі протягом століть великі спільноти також зустрічаються в Сполучених Штатах, Канаді, Австралії, Новій Зеландії та Великій Британії.

## Історія
Засновник сикхської релігії Гуру Нанак (1469—1539) був приблизно сучасником засновника імперії Великих Моголів Бабура в Індії. Гуру Нанак Дев Джі народився в пенджабській індуїстській родині Хатрі, яка спочатку належала до спільноти писарів і торговців. У нерозділеному регіоні Пенджаб старший син кожної пенджабської індуїстської родини ставав сардаром та захищав свою сім'ю та індійські громади від тиранії правителів Великих Моголів. Від початку нової віри величезна кількість селян з індуїстського та мусульманського походження в Пенджабі навернулися в сикхізм з різних мотивів (таких як переконання, страх або економічні вигоди).

## Войовнича раса

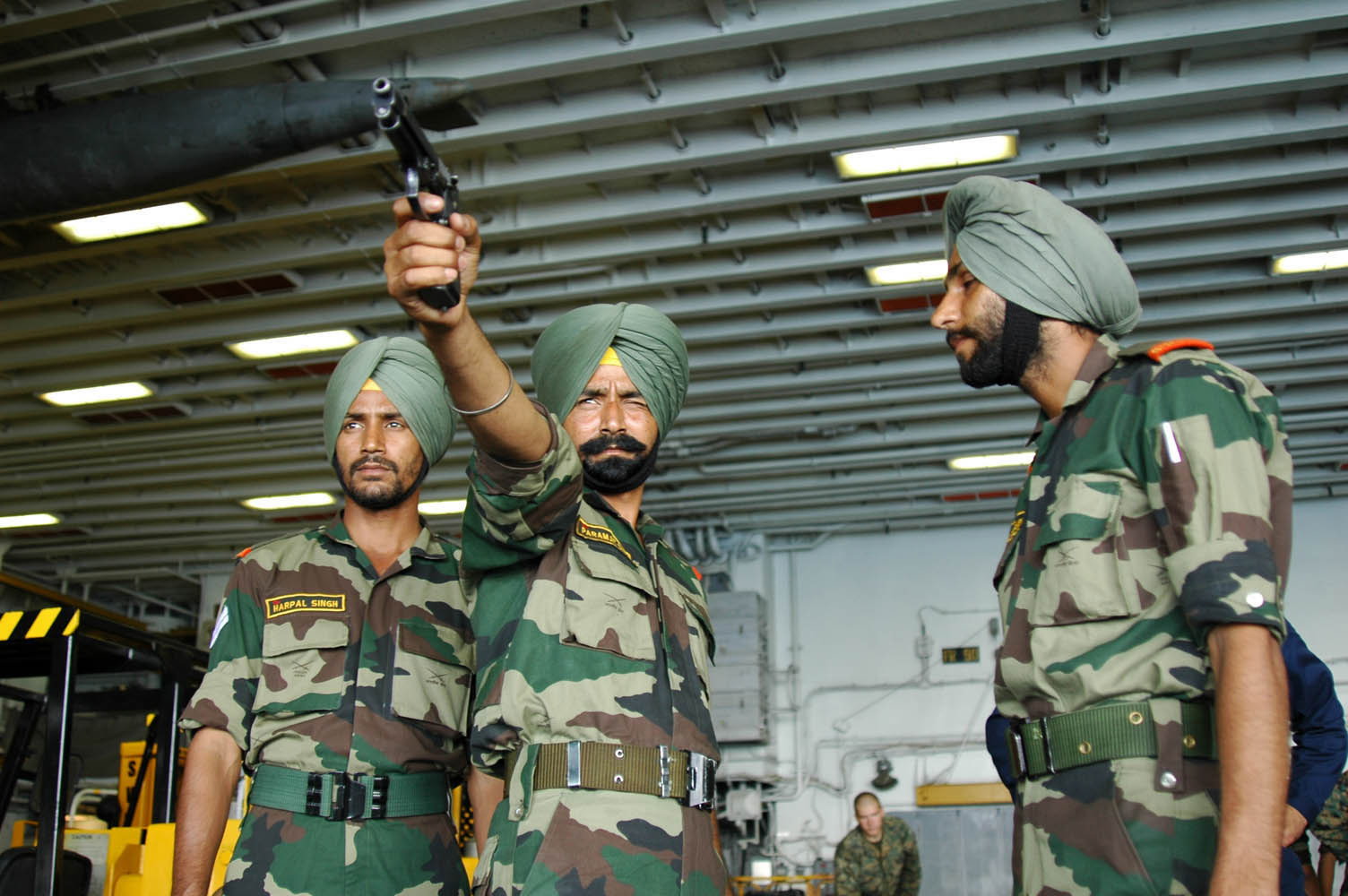
Індійські пенджабські сикхські вояки під час військових навчань

Мілітаризація пенджабських сикхів почалася після страти гуру Арджана Дева (5-й гуру в сикхізмі). Після його страти спалахнув конфлікт між Імперією Великих Моголів і сикхами, який призвів до того, що останній гуру, Ґобінд Сінґх, заснував у 1699 році мілітаризований орден, відомий як Халса. Під час свого панування на Індійському субконтиненті британці вважали пенджабських сикхів одними з найжорсткіших і найзапекліших воїнів. Пенджабські сикхські солдати становили значну частину британської індійської армії через їхні бойові заслуги. Незважаючи на те, що пенджабські сикхи складають лише близько 2 % населення Індії, вони становлять близько 20 % індійських збройних сил, причому провінція Пенджаб є 2-м найбільшим постачальником робочої сили після Уттар-Прадеш.

## Мова
Пенджабські сикхи як рідною мовою розмовляють пенджабі. Пенджабські сикхи по всій Індії та за кордоном розмовляють різними діалектами пенджабської мови, такими як багрі, біласпурі, бхатеалі, маджхі, доабі, малвай та пуадхі тощо, як рідною мовою. В індійському Пенджабі пенджабі пишеться письмом ґурмукхі. У пакистанському Пенджабі використовується письмо шахмукхі. Ґурмукхі пишеться зліва направо, тоді як шахмукхі пишеться справа наліво. Використання письма ґурмукхі загалом почалося та розвинулося за часів другого сикхського гуру, Гуру Ангада Дева (1504—1552), який його стандартизував. Його зазвичай вважають сикхським письмом. Письмо шахмукхі використовувалося пенджабськими мусульманами з ХІ століття, коли його використовували пенджабські суфійські поети. Шахмухі — персо-арабське письмо.

## Культура

### Фестивалі
Пенджабські сикхи відзначають історичні фестивалі, такі як Лохрі, Басант і Вайсахі, як сезонні та культурні фестивалі в Пенджабі та за його межами. Інші сезонні пенджабські фестивалі в Індії включають Магі та Теян. Теян також відомий як свято жінок, оскільки жінки насолоджуються ним зі своїми близькими друзями. У день магі люди запускають повітряних зміїв і їдять свою традиційну страву пенджабської кухні кічарі. Інші свята, які відзначають пенджабські сикхи, включають свята сикхізму, такі як Гурупураб, Банді Чхор Дівас тощо.

## Попит батьківщини
Вимога Халістану як окремої батьківщини для сикхів підтримується частиною пенджабського сикхського населення, різними правозахисними групами та певними індійцями-нерезидентами, які вимагають відділення Індійського Пенджабу від Індії. Цей рух, що ґрунтується на історичних, політичних і релігійних факторах, виник у 1970-х і 1980-х роках. Основними прихильниками є місцеві організації в Пенджабі та сикхи за кордоном, зокрема в Канаді, Великій Британії та США. Вони прагнуть захистити сикхську ідентичність, досягти політичної автономії та вирішити історичні проблеми, такі як операція «Блакитна зірка» та антисикхські заворушення 1984 року. Однак не всі сикхи підтримують цю ідею, багато хто віддає перевагу інтеграції в Індії для вирішення проблем демократичними засобами. Хоча сьогодні рух Халістан не домінує в сикхській політиці, він залишається спірним питанням із різними рівнями підтримки.

## Подальше читання
- Benson, Heather Lené. «In Place/Out of Place: Punjabi-Sikhs in Reno, Nevada» (PhD dissertation, University of Nevada, Reno, 2022) online.
- Bhachu, Parminder. «Culture, ethnicity and class among Punjabi Sikh women in 1990s Britain.» Journal of Ethnic and Migration Studies 17.3 (1991): 401—412.
- Banerjee, Himadri. «The Other Sikhs: Punjabi-Sikhs of Kolkata.» Studies in History 28.2 (2012): 271—300.
- Grewal, Jagtar Singh. The Sikhs of the Punjab (Cambridge University Press, 1998).
- Usha, George, and Ferzana Chaze. «Punjabis/Sikhs in Canada.» in Mobility and Multiple Affiliations (2016): 91-104.